# Kleparka
Kleparka – wzniesienie pomiędzy miejscowościami Kamień, Rusocice i Przeginia Duchowna w województwie małopolskim, powiecie krakowskim, gminie Czernichów, w granicach wsi Kamień i Rusocice. Kleparka znajduje się w paśmie wzniesień pomiędzy wzniesieniami Kizarka (311 m) i Galasówki (264 m), pod względem geograficznym na Garbie Tenczyńskim (część Wyżyny Krakowsko-Częstochowskiej) w obrębie Rudniańskiego Parku Krajobrazowego.
Według Słownika języka polskiego kleparka to „maszyna do wstępnego oczyszczania zanieczyszczonego surowca włókienniczego”. Dawniej miejsce to miało znaczenie jako ośrodek osadniczy, w „Słowniku historyczno-geograficznym ziem polskich w średniowieczu” opisane było bowiem jako „1581 locus Kleparka, miejsce między Kamieniem a Rusocicami”. Obecnie Kleparka jest w większości porośnięta bukowo-sosnowym lasem, ale jest na niej wiele polan. Wschodnimi stokami biegnie Turystyczna Droga z Rusocic do Podświerkla w Przegini Duchownej. Przez Kleparkę prowadzi także czarny szlak turystyczny z parkingu przy Kajasówce, na sąsiedniej Kizarce łączący się ze szlakiem niebieskim.